# La Volante
Pour plus de détails, voir Fiche technique et Distribution.
La Volante est un thriller franco-belgo-luxembourgeois réalisé par Christophe Ali et Nicolas Bonilauri et sorti en 2015.

## Synopsis
Marie-France perd  son fils dans un accident de la route impliquant Thomas, qui conduisait son épouse à la maternité. Neuf ans plus tard, elle se fait engager comme secrétaire intérimaire auprès de Thomas et, peu à peu, s'insinue dans la vie professionnelle et familiale de celui-ci. 

## Fiche technique
- Titre : La Volante
- Réalisation : Christophe Ali et Nicolas Bonilauri
- Scénario : Christophe Ali, Nicolas Bonilauri, Philippe Blasband et Jacques Sotty
- Photographie : Nicolas Massart
- Montage : Ewin Ryckaert
- Décors : Paul Rouschop
- Costumes : Aliette Vliers et Nathalie Deceunink
- Cascades : Daniel Vérité, Patrick Ronchin et Dominique Fouassier
- Musique : Jérôme Lemonnier
- Producteur : Tom Dercourt
  - Coproducteur : Sophie Erbs, Elise Andre et Patrick Quinet
  - Coproducteur délégué : Donato Rotunno
  - Producteur associé : Philippe Logie
- Société de production : Cinéma Defacto, Tarantula, Artémis Productions, RTBF, VOO, BE TV
  - Soutien à la production : Tax shelter, SOFICA, OCS, CNC, Fonds National de Soutien à la Production Audiovisuelle du Luxembourg, Région Lorraine, Centre du Cinéma et de l'Audiovisuel de la Fédération Wallonie-Bruxelles, Procirep, Angoa-Agicoa
- Lieux de tournage : Metz (Hôtel de Ville, Librairie Géronimo, Hôpital Sainte-Blandine, Café La Cigale), Luxembourg (cimetière), Belgique
- Casting : Michaël Bier et Brigitte Moidon
- Distributeur : BAC Films, Distrib Films, WOWOW Cinema
- Pays d'origine :  France,  Belgique et  Luxembourg
- Genre : thriller
- Durée : 87 minutes
- Format : couleur, 2.35:1
- Langue : français
- Date de sortie :
  - France : 2 septembre 2015
- Budget : 2.91M€
- Box-office France : 127 789 entrées

## Distribution
- Nathalie Baye : Marie-France
- Malik Zidi : Thomas
- Johan Leysen : Éric, le père de Thomas
- Sabrina Seyvecou : Audrey, la femme de Thomas
- Jean-Stan Du Pac : Léo, le fils de Thomas et Audrey
- Pierre-Alain Chapuis : Jean-Marc
- Hervé Sogne : Pierre
- Aïssatou Diop : Iman
- Claudine Pelletier : Liliane
- Marie-Luc Adam : Mme Joubert
- Adrien Friob : Sébastien, le fils de Marie-France
- Frederic Mosbeux : l'interne
- Valérie Bodson : la maire
- Sophie Bonnet : la maîtresse de Léo
- Aude-Laurence Clermont Biver : jeune femme restaurant
- Gilles Soeder : officier de police
- Jean-François Rossion : policier commissariat
- Nader Farman : le père d'Audrey
- Nicole Colchat : la mère d'Audrey
- Norbert Rutili : le médecin de Thomas
- Juliette Morel : l'infirmière
- Jean-Brice Godet : le professeur de clarinette
- Charlène François : assistante librairie
- Tom Dercourt : premier cadre technique
- Philippe Roux : deuxième cadre technique
- Catherine Golfin : la policière
- Christophe Barbieri : le policier
- Serge Swysen : le directeur général
- Éric Gigout (non crédité) : le psychiatre

## À noter
- Une des sources d'inspirations des réalisateurs est Psychose (1960) d'Alfred Hitchcock.[réf. souhaitée]